# Чемпіонат націй КОНКАКАФ 1971 (кваліфікація)
14 країн КОНКАКАФ подали заявки на участь у чемпіонаті націй КОНКАКАФ 1971 року.  Коста-Рика (діючий чемпіон КОНКАКАФ) і  Тринідад і Тобаго (господар чемпіонату) отримали путівки автоматично, решта 12 країн були розбиті на 3 зони:
- Карибська зона — 6 країн:
  - Перший етап — 3 пари у двох матчах визначають учасників другого етапу;
  - Другий етап — 3 переможця першого етапу в круговому турнірі[1] визначають володарів двох путівок;
- Центральноамериканська зона — 4 країни:
  - Перший етап — 2 пари в двох матчах визначають фіналістів;
  - Другий етап — 2 команди визначають володаря однієї путівки[1];
- Північноамериканська зона — 2 збірні в двох матчах визначають володаря однієї путівки.

## Карибська зона

### Перший етап
| 1 жовтня 1971 | \| Суринам \| 4 - 1 \| Гаяна \| | Парамарибо |
| Суринам       | 4 - 1                           | Гаяна      |

| 4 жовтня 1971 | \| Гаяна \| 2 - 3 \| Суринам \| | Джорджтаун |
| Гаяна         | 2 - 3                           | Суринам    |

 Суринам переміг із загальним рахунком 7-3 і вийшов у другий етап.
| 1 жовтня 1971 | \| Ямайка \| 0 - 1 \| Куба \| | Кінгстон |
| Ямайка        | 0 - 1                         | Куба     |

| 4 жовтня 1971 | \| Куба \| 0 - 0 \| Ямайка \| | Гавана |
| Куба          | 0 - 0                         | Ямайка |

 Куба перемогла із загальним рахунком 1-0 і вийшла в другий етап.
 Нідерландські Антильські острови відмовилися,  Гаїті автоматично вийшло у другий етап.

### Другий етап
Суринам відмовився, тому  Куба та  Гаїті отримали прямі путівки у фінальний турнір.

## Центральноамериканська зона

### Перший етап
| 13 вересня 1971 | \| Сальвадор \| 3 - 2 \| Нікарагуа \| | Сан-Сальвадор |
| Сальвадор       | 3 - 2                                 | Нікарагуа     |

| 15 вересня 1971 | \| Нікарагуа \| 0 - 1 \| Сальвадор \| | Сан-Сальвадор |
| Нікарагуа       | 0 - 1                                 | Сальвадор     |

 Сальвадор переміг із загальним рахунком 4-2 і вийшов у другий етап.
| 4 жовтня 1971 | \| Гондурас \| 1 - 0 \| Гватемала \| | Тегусігальпа |
| Гондурас      | 1 - 0                                | Гватемала    |

| 7 жовтня 1971 | \| Гватемала \| 1 - 1 \| Гондурас \| | Гватемала |
| Гватемала     | 1 - 1                                | Гондурас  |

 Гондурас переміг із загальним рахунком 2-1 і вийшов у другий етап.

### Другий етап
Сальвадор в зв'язку з «футбольною війною» відмовився зустрічатися з Гондурасом, тому  Гондурас отримав пряму путівку у фінальний турнір.

## Північноамериканська зона
| 6 жовтня 1971      | \| Бермудські Острови \| 0 - 2 \| Мексика \| | Гамільтон |
| Бермудські Острови | 0 - 2                                        | Мексика   |

| 13 жовтня 1971 | \| Мексика \| 4 - 0 \| Бермудські Острови \| | Мехіко             |
| Мексика        | 4 - 0                                        | Бермудські Острови |

 Мексика перемогла із загальним рахунком 6-0 і отримала путівку у фінальний турнір. Примітно, що ця зустріч поєднувала мети відбіркового турніру чемпіонату націй КОНКАКАФ 1971 року і відбіркового турніру літніх Олімпійських ігор 1972 року.